# Pararge evanescens
Pararge evanescens är en fjärilsart som beskrevs av Ramon Agenjo Cecilia 1934. Pararge evanescens ingår i släktet Pararge och familjen praktfjärilar. Inga underarter finns listade i Catalogue of Life.